# انگور شرابی

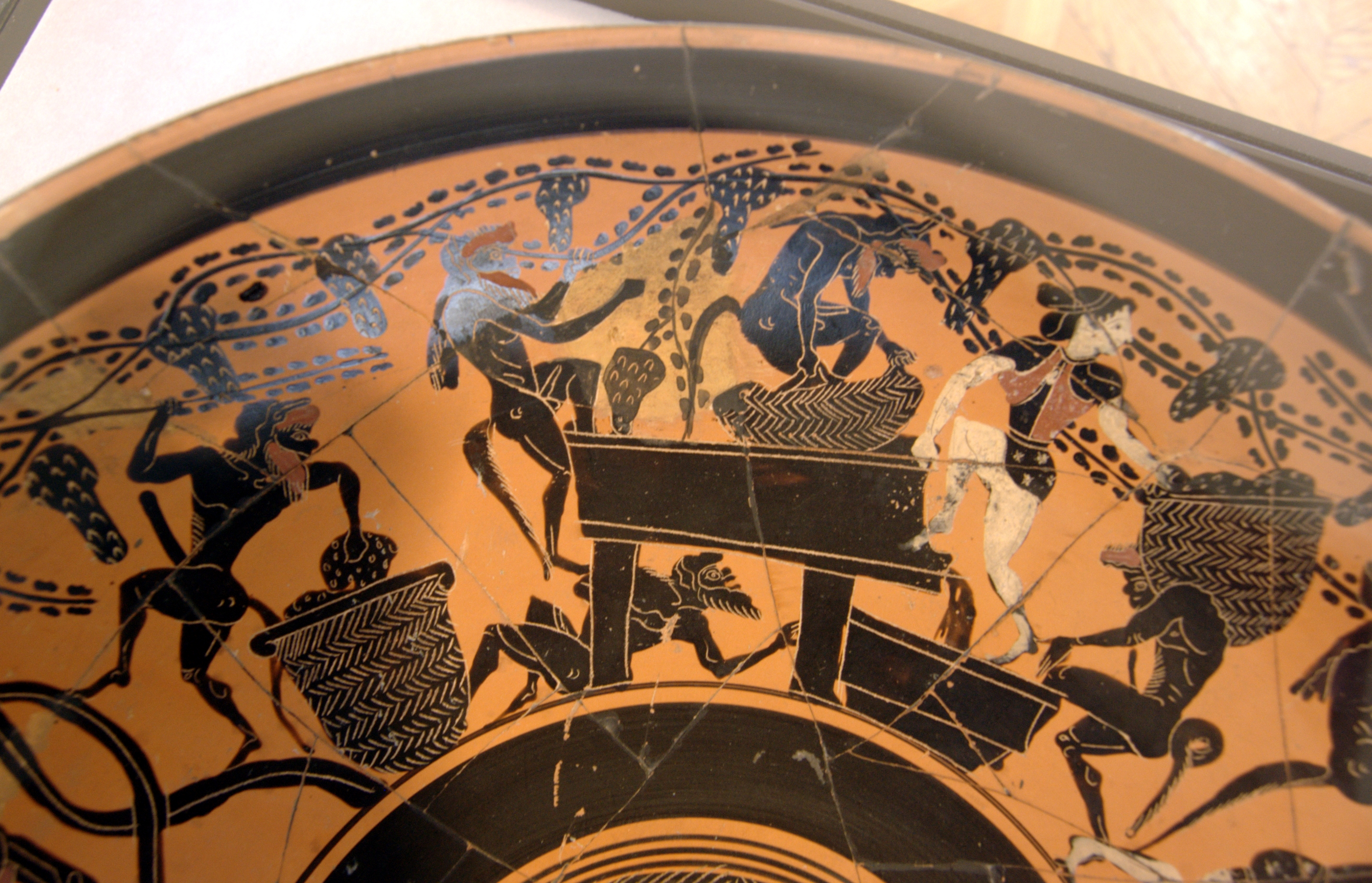
انگور شرابی توسط ساتیر و مایناد. جام سیاه مجسمه یونان باستان آتیک، پایان سدهٔ ششم پیش از میلاد. Cabinet des Médailles de la Bibliothèque Nationale de France، پاریس، فرانسه

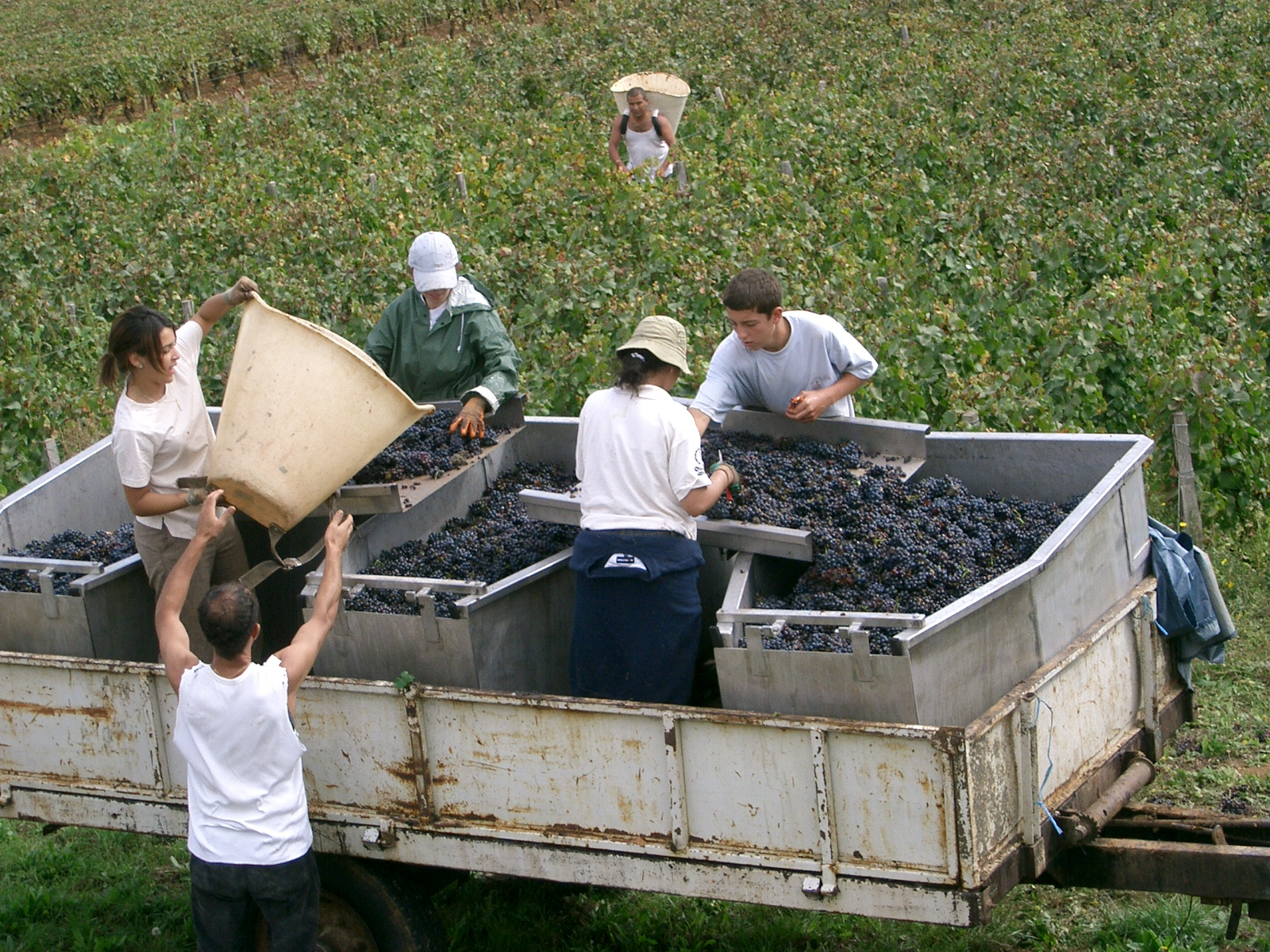
انگور شرابی در کوت دو بوون در بورگوندی

انگور شرابی (به انگلیسی: Vintage)، در شراب‌سازی، فرایند چیدن انگور و ایجاد محصول نهایی یعنی شراب است. شراب انگوری (vintage wine)، شرابی است که از انگورهایی ساخته می‌شود که همه یا عمدتاً در یک سال مشخص رشد کرده و برداشت شده‌اند. در برخی از شراب‌ها، می‌تواند نشان‌دهنده کیفیت باشد، مانند شراب پورت، که در جایی که خانه‌های بندری در بهترین سال‌های خود آن را بندر شراب انگوری اعلام می‌کنند. این سنت، یک کاربرد رایج، هرچند نه کاملاً درست دارد، یعنی این اصطلاح برای هر شرابی که به‌ویژه قدیمی یا با کیفیت بالا تصور می‌شود به کار می‌رود.
اکثر کشورها اجازه می‌دهند که شراب انگوری شامل بخشی از شراب باشد که مربوط به سال مشخص‌شده روی برچسب نیست. در شیلی و آفریقای جنوبی، نیاز ۷۵ درصد محتوای همان سال برای شراب انگوری است. در استرالیا، نیوزلند و کشورهای عضو اتحادیه اروپا، این نیاز ۸۵ درصد است. در ایالات متحده، این نیاز ۸۵٪ است، مگر اینکه شراب با AVA تعیین شود، (به عنوان مثال، دره ناپا)، که در این صورت ۹۵٪ است. از نظر فنی، قانون ۸۵ درصد در ایالات متحده به‌طور یکسان دربارهٔ واردات اعمال می‌شود، اما در اجرای این مقررات مشکلاتی وجود دارد.